# Agriculture en Grèce

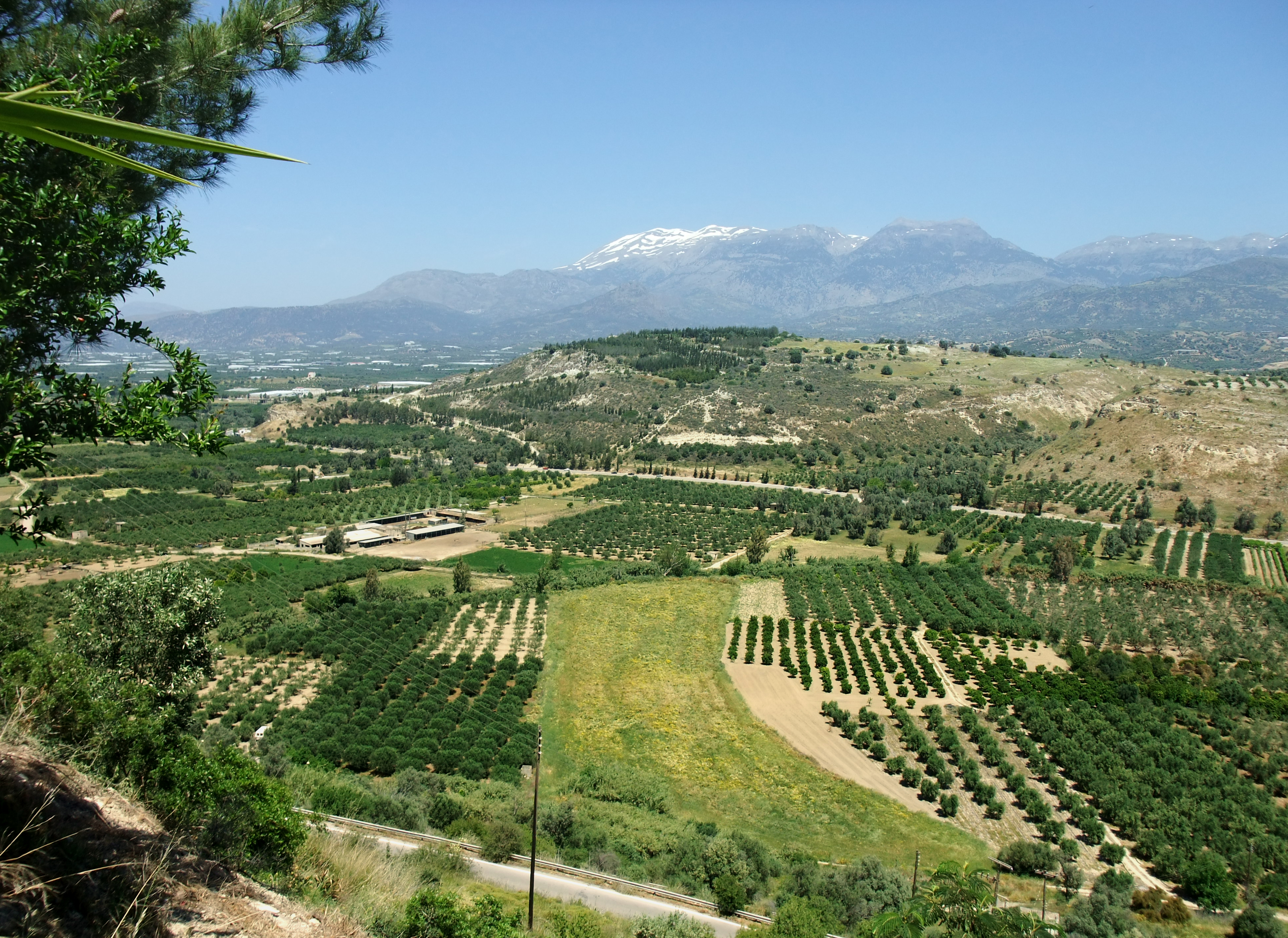
Vue depuis le site archéologique de Phaistos vers le Mont Ida en Crête.

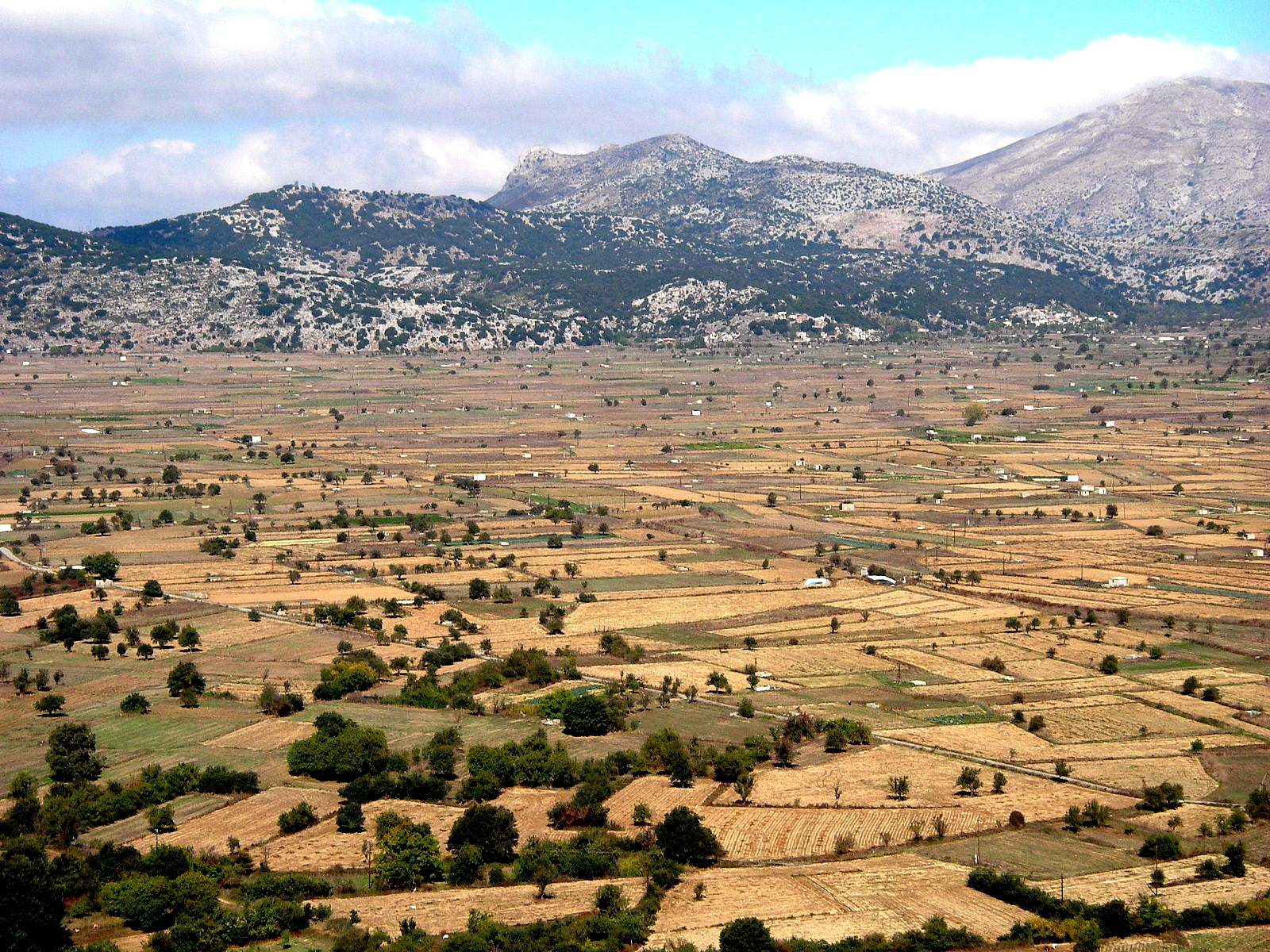
Paysage agricole du plateau de Lassithi, en Crête.

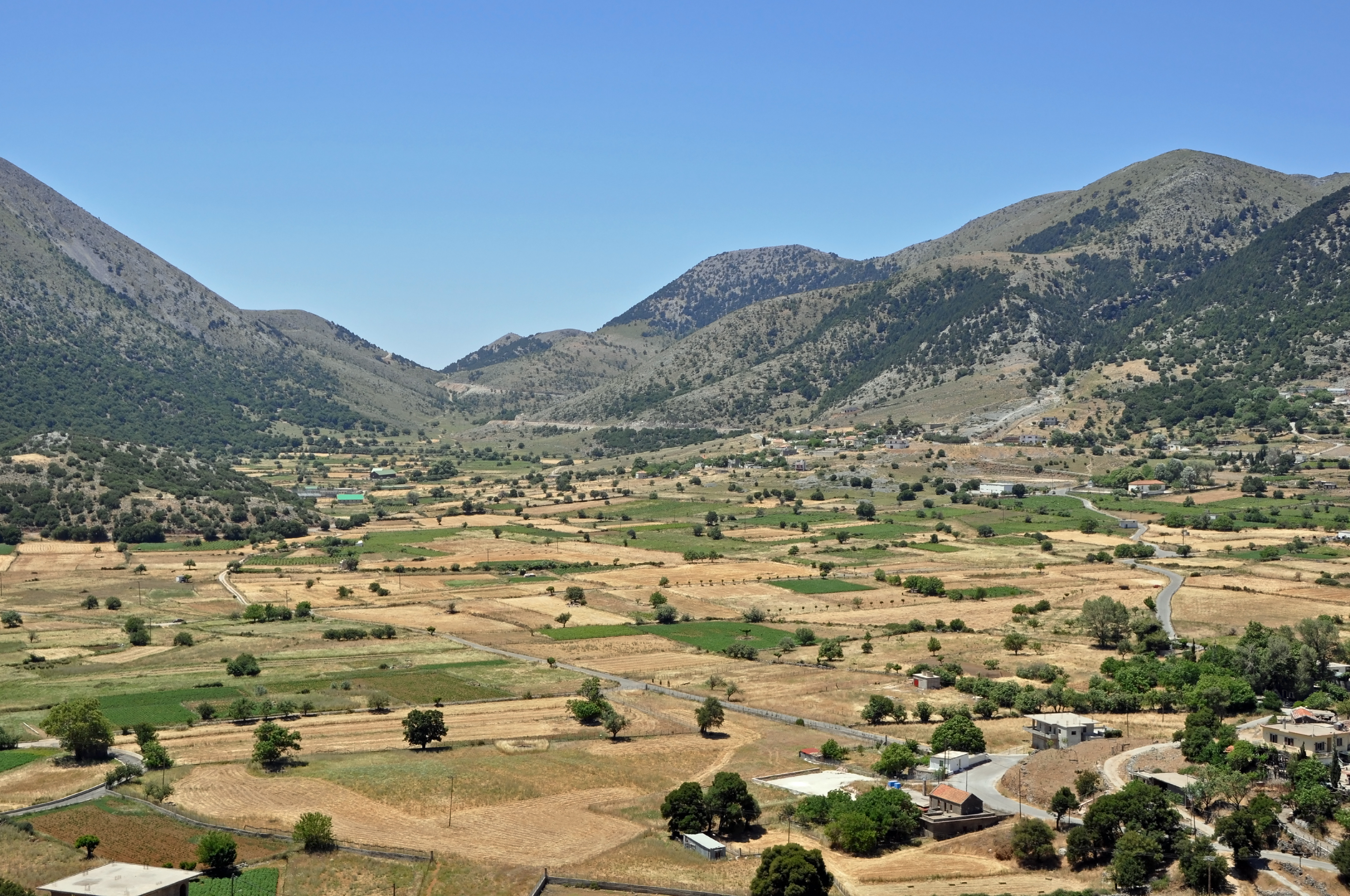
Paysage agricole du plateau d'Askifou en Crète.

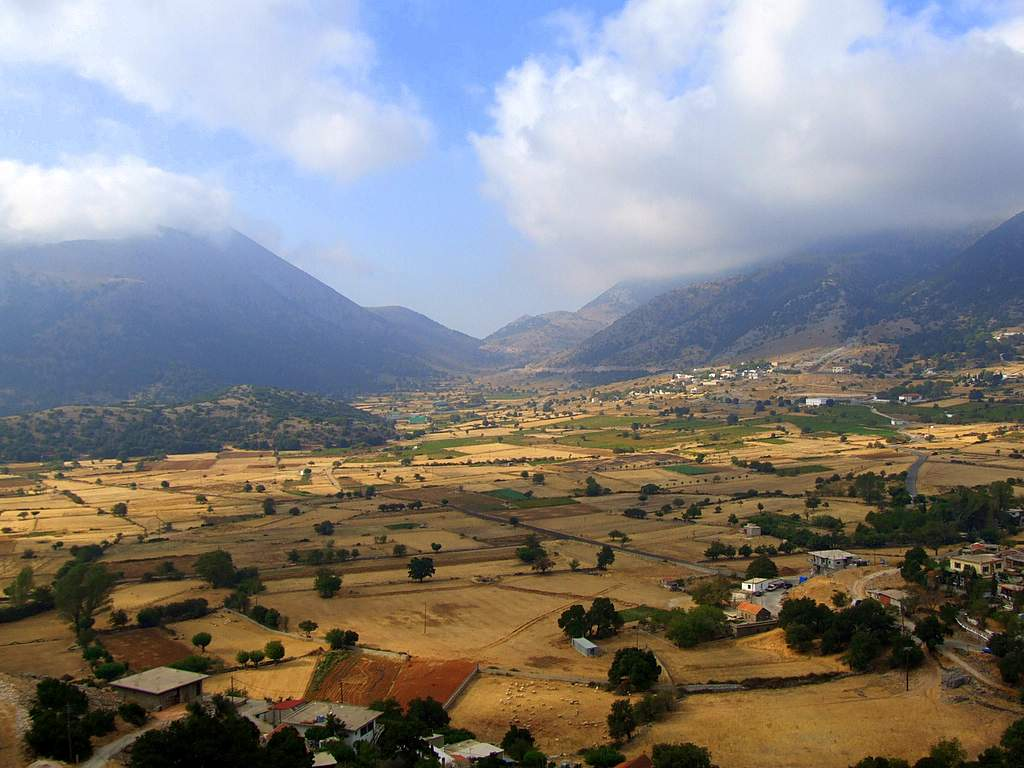
Paysage agricole du plateau d'Askifou en Crète.

L'agriculture en Grèce est une agriculture méditerranéenne structurée par de petites exploitations à base familiale, connue notamment pour sa production d'olives, de fruits et légumes et de produits laitiers issus de l'élevage ovin et caprin.

## Histoire

### Histoire contemporaine
Le premier recensement agricole en Grèce a lieu en 1950.
Une étape importante dans l'histoire de l'agriculture grecque est l'entrée dans l'Union européenne de la Grèce en 1981. Cette adhésion a supprimé les barrières douanières quantitatives et qualitatives et a permis à l'agriculture grecque de recevoir les fonds de la politique agricole commune (PAC). À la suite de cette adhésion, les revenus agricoles augmentent légèrement durant la décennie 1980, aidés par les subventions européennes. Dans le même temps, la production agricole augmente légèrement notamment la production de blé, de maïs, de betteraves, de coton, d'huile d'olive et de viande caprine. Cette faible augmentation, dans un contexte de plus forte augmentation de la production agricole, s'explique par la difficulté constante de l'agriculture grecque à faire face aux exportations européennes, de par une faible productivité et des coûts de production en augmentation.
Durant les années 2000, la production de l'agriculture grecque connait une chute importante, ainsi entre 2002 et 2012, la valeur de la production agricole a baissé de 16 %, quand la superficie cultivée a baissé de 15 %. Cependant cette baisse connait un ralentissement depuis la crise de la dette publique grecque, l'agriculture semble être un secteur refuge face aux difficultés financières de la population.
Le nombre d’agriculteurs en Grèce serait passé de 1 million en 2014 à 400 000 dix ans plus tard, tandis que 40 % des exploitants agricoles ont plus de 65 ans. En 2024 les agriculteurs se mobilisent pour obtenir des aides supplémentaires de l’État, notamment pour faire face aux prix de l’énergie, qui ont augmenté d’environ 50 % entre 2020 et 2023 selon l’Autorité grecque de statistiques. Le problème est aussi « le manque d’organisations des agriculteurs grecs et la fragmentation des terres agricoles en petites exploitations » qui ont du mal à faire face à la concurrence d’autres pays.

## Structure agraire
La superficie agricole utile de la Grèce est en 2010 de 3,5 millions d'hectares, soit environ 30 % de la superficie du pays,,. Elle est composée à 51 % de terres arables, à 27 % de cultures permanentes, c'est-à-dire notamment de vergers, et à 22 % de pâtures. Entre 2000 et 2010, la superficie des terres arables a diminué de 10 % pour tomber à 1,8 million d'hectares, ainsi que la superficie de cultures permanentes qui a diminué de 5,1 % à 950 000 hectares. À l'inverse, la superficie des pâtures a augmenté de 24 % pour passer à 750 000 hectares en 2010.
Selon le recensement agricole de 2010, la Grèce possède 723 000 exploitations agricoles, soit 94 050 de moins par rapport à 2000, soit une baisse de 12 %. Le nombre d'exploitation n'a diminué que de 4 % entre 1989-1990 et 1993 contre 9 % dans l'ensemble de l'Union Européenne. Entre 1987 et 1997, la Grèce n'a perdu que 11,1 % de ses exploitations agricoles contre 30,5 % au Portugal et 24,6 % en Espagne dans le même temps. 62 % de la superficie agricole utile, soit 2,2 millions d'hectares, est exploitée par les propriétaires fonciers, contre 35 % exploité via des locations de terres, soit 1,2 million d'hectares.
La superficie moyenne des exploitations agricoles en Grèce est en 1997 de 4,3 hectares, alors qu'elle est dans le même temps de 16,4 hectares en moyenne en Union européenne. La taille moyenne des exploitations est passée de 4,4 hectares à 4,8 hectares entre 2000 et 2010. La Grèce reste l'un des pays de l'Union européenne avec la superficie moyenne la plus faible.
En 1997, 75,8 % des exploitations ont une superficie de moins de 5 hectares, couvrant 31,7 % de la superficie agricole utile du pays, alors que les exploitations d'une superficie de 20 à 50 hectares ne couvrent que 17,7 % de la superficie utile du pays. En 2010, les exploitations agricoles ayant une superficie entre 2 et 5 hectares représentent 17 % de la superficie agricole utile, les exploitations entre 5 et 10 hectares représentent également 17 % de la superficie agricole utile, les exploitations entre 10 et 20 hectares représentent 18 % de la superficie agricole utile. Enfin, les exploitations de plus de 100 hectares représentent 7,2 % de la superficie agricole utile.
La surface irriguée du pays couvre 1,3 million d'hectares soit 37 % de la superficie agricole utile en 2010. Les principales cultures irrigués sont les cultures céréalières et les vergers d'olivier, qui représentent respectivement 24 % et 19 % de la superficie irriguée.

## Géographie agricole
Les régions montagneuses comme l'Epire ou la Thrace sont marquées par une baisse et un vieillissement de leur population, avec un certain déclin économique, marqué par des activités agricoles peu intensives et par l'importance des subventions de la PAC. Les régions semi-montagneuses ou littorales sont marquées par des systèmes agricoles moins extensifs, avec une importance marquée pour des activités secondaires pour les exploitants agricoles comme le tourisme. Enfin les régions de plaines situées en Macédoine-Occidentale, en Thessalie, dans le Péloponnèse ou de la Crète ont une agriculture plus intensive, avec une plus forte proportion d'emplois à temps plein.

## Production

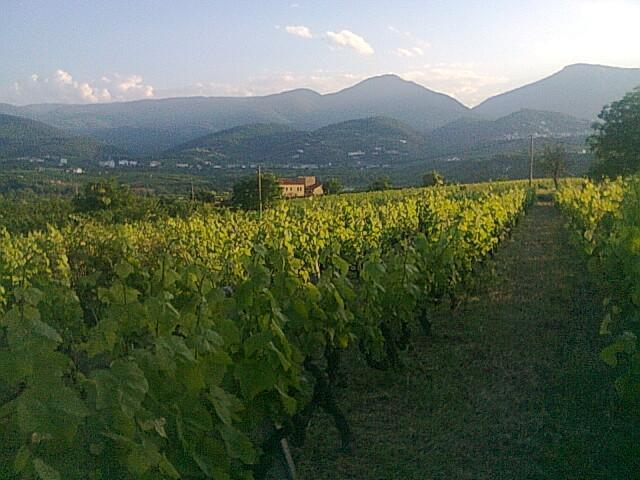
Vignoble à Naoussa en Macédoine centrale.

L'agriculture grecque est connue pour sa production d'olive et d'huile d'olive, de raisins, de vins et de tabac, et de fruits et légumes, de coton et de viande ovine et caprine. Cependant la Grèce n'est pas autosuffisante sur le plan agricole, sa balance commerciale de produits agricoles en 2013 est fortement déficitaire. Les produits les plus exportés reprenant globalement ces produits les plus produits, quand les produits agricoles importés sont concentrés sur les produits carnés, le blé et les produits préparés. La Grèce n'est pas un important producteur de céréales, elle produit dans ce domaine principalement du maïs. Dans les fruits et légumes, la Grèce est notamment un important producteur à l'échelle européenne de tomates, de pêches et d'agrumes. La Grèce représente cependant 17,2 % de la production d'huile d'olive de l'Union européenne en 2014, alors que sa production agricole totale n'est comparativement que de 2,5 % de celle de l'Union européenne. Cette part monte à 7,9 % en ce qui concerne les fruits.
L'agriculture biologique représente près de 4 % de la production agricole. Le nombre d'exploitations agricoles biologiques est passé entre 2000 et 2007 de 1 460 exploitations à 27 700. Cependant ce nombre est retombé à 14 530 exploitations en 2010. La superficie agricole biologique est passée entre 2000 et 2007 de 52 090 à 192 930 hectares, avant de retomber à 116 420 hectares en 2010.
La Grèce a produit en 2018:
- 1,2 million de tonnes de maïs;
- 1 million de tonnes d'olives (5e producteur mondial, derrière l'Espagne, l'Italie, le Maroc et la Turquie);
- 1 million de tonnes de blé;
- 968 000 tonnes de pêches (3e producteur mondial, derrière la Chine et l'Italie);
- 933 000 tonnes de raisins (19e producteur mondial);
- 913 000 tonnes d'oranges (17e producteur mondial);
- 837 000 tonnes de coton;
- 835 000 tonnes de tomates;
- 630 000 tonnes de pastèques;
- 465 000 tonnes de pommes de terre;
- 353 000 tonnes de betteraves sucrières;
- 344 000 tonnes d'orge;
- 285 000 tonnes de pommes;
- 265 000 tonnes de kiwis (5e producteur mondial, derrière la Chine, l'Italie, la Nouvelle-Zélande et l'Iran);

En plus de petites productions d'autres produits agricoles.

### Élevage

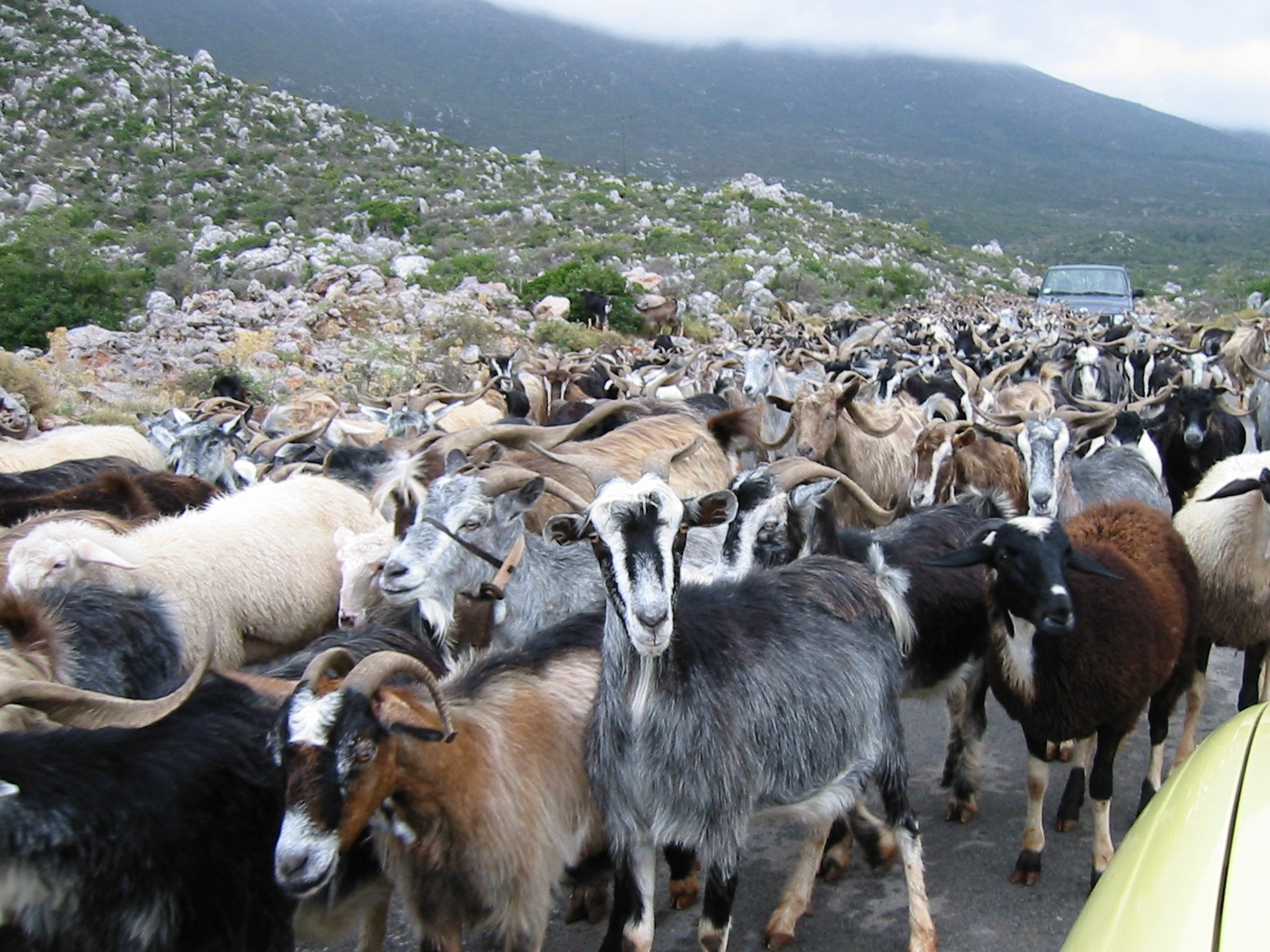
Troupeaux de chèvres en Grèce.

L'élevage grec est concentré dans l'élevage caprin et ovin, la Grèce ayant le 3e plus grand cheptel ovin et le plus grand cheptel caprin de l'Union européenne. Cet élevage est tout autant destiné à la production de viande que de produits laitiers (notamment de yaourts grecs et de feta, fromage à base de lait de brebis).
En 2010, la Grèce possède 2,4 millions d'unités de gros bétail, en baisse de 5,3 % par rapport à 2000. Le nombre d'exploitations agricoles ayant du bétail a diminué de 30 % entre 2000 et 2010 passant à 273 000. Cependant le nombre d'unités de gros bétail par exploitation est passé de 6,4 en 2000 à 8,8 en 2010. En 2010, l'élevage ovin compte 915 000 unités de gros bétail en augmentation de 5 % par rapport à 2000, suivi par l'élevage bovin avec 465 000 unités de gros bétail qui a été stable entre 2000 et 2010. L'élevage caprin compte 421 000 unités de gros bétail en baisse de 21 % par rapport à 2000.

### Pêche

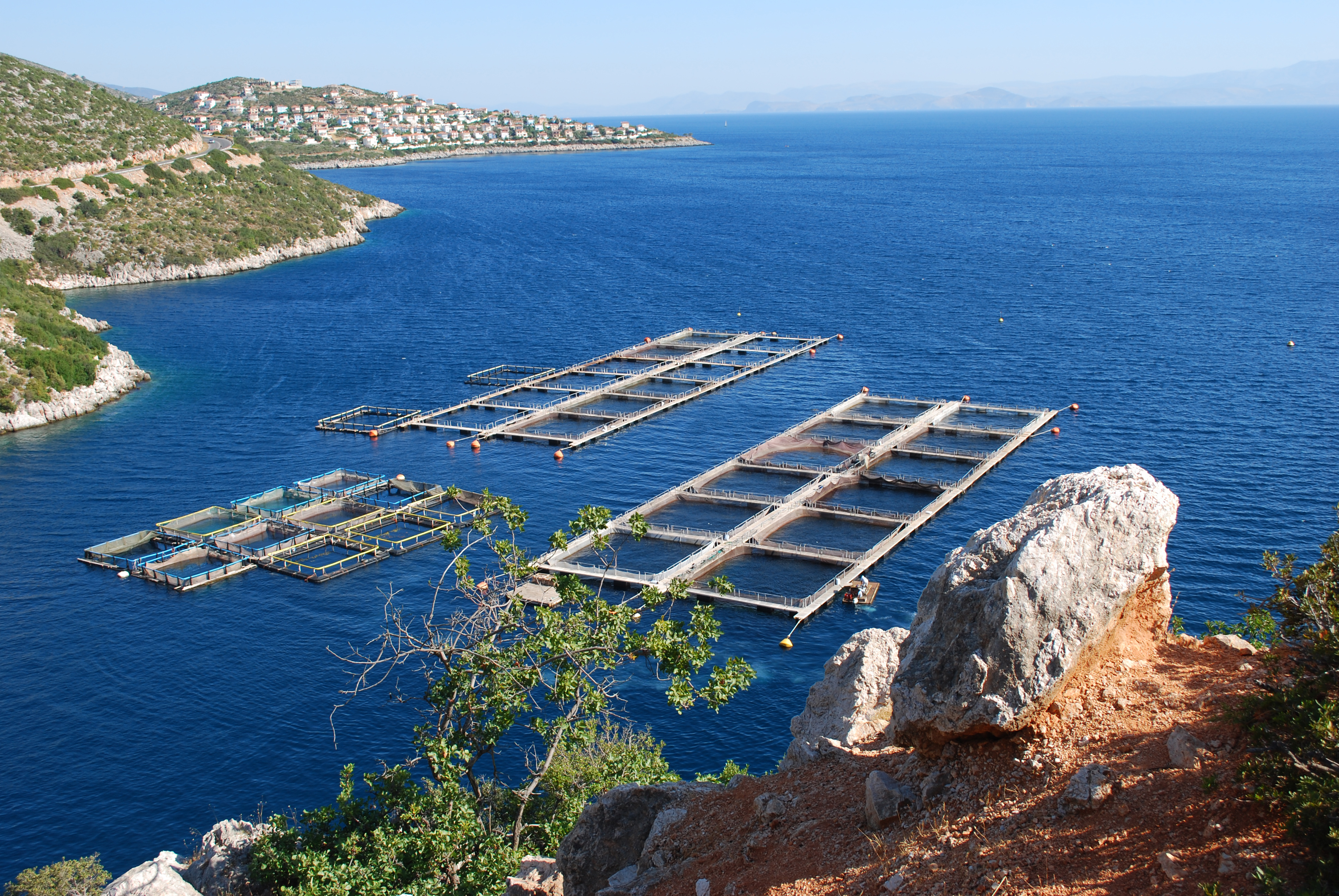
Aquaculture dans le golf d'Argos.

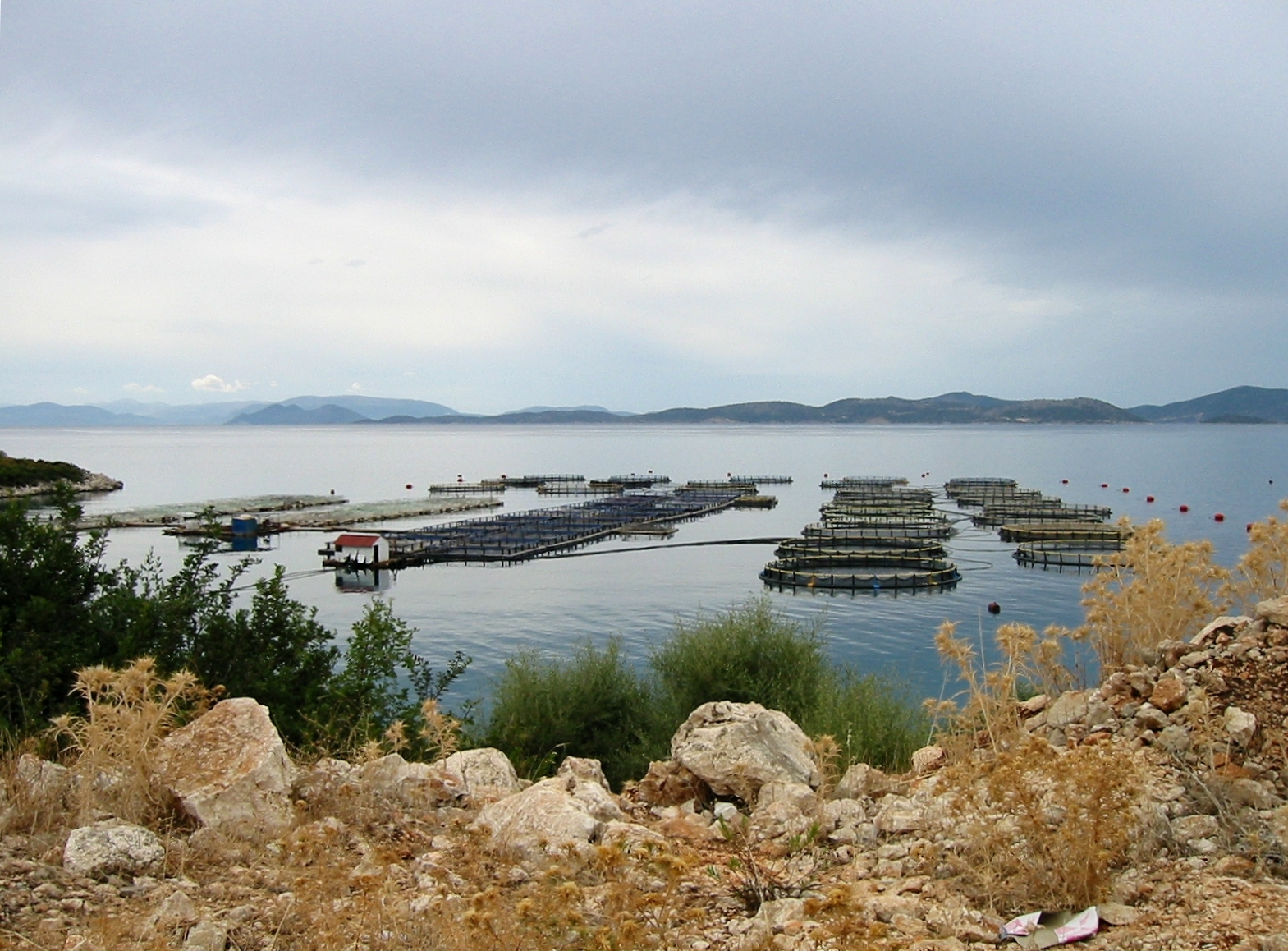
Aquaculture dans l'ouest de la Grèce.

La pêche est un secteur important en Grèce, notamment l'aquaculture où la Grèce est l'un des principaux pays producteurs européens. La Grèce possède une importante flotte de pêche en nombre de navires, mais une très vaste majorité de ceux-ci sont constitués de bateaux de petites tailles. Cette flotte est de plus en diminution depuis 2000, de par la règlementation européenne visant à renouveler les stocks de poissons. Le secteur emploie environ 31 000 personnes en 2004, avec 6 600 personnes employées dans l'aquaculture. En 2006, l'aquaculture représente 60 % de la production totale de poissons dans le pays.

### Forêts
La sylviculture reste une activité secondaire, même si la forêt couvre 30 % du territoire, celle-ci est à deux-tiers détenue par des organisations publiques et près 58 % de ces forêts sont situées dans des zones Natura 2000.

## Poids économique
L’agriculture en Grèce ne représente que 3,5 à 3,6 % du PIB,, contre 5,2 % en 2005, 7 % du PIB en 2002 et 7,1 % du PIB en 1999 alors qu'à la même date la moyenne dans l'Union européenne est de 1,8 %.
La production agricole grecque représente en valeur 10,3 milliards d’euros en 2013. Les importations de denrées agricoles représentent 3,91 milliards d'euros en 2000, soit 12,7 % de la valeur totale des importations grecques. À l'inverse, les exportations représentent 2,90 milliards d'euros la même année, soit 25 % de la valeur totale des exportations grecques. En 2004, les importations représentent 5,27 milliards d'euros soit 12,5 % de la valeur des importations, et les exportations représentent 2,80 milliards d'euros soit 22,9 % des exportations.

### Poids sur l'emploi
Lorsque le pays a adhéré à la Communauté économique européenne en 1981, la population agricole s’élève à près d’un tiers de la population active. L'agriculture représente 17 % de la population active en 2000 et 12,6 % en 2004, contre 30,3 % en 1980, à ces mêmes dates l'agriculture représente respectivement 14,3 % et 6,4 % de l'emploi en Italie, 28,6 % et 13,7 % au Portugal et 19,3 % et 7,9 % en Espagne.
La population agricole au sens large est passée de 1,4 million de personnes en 2000 à 1,2 million en 2010, soit une baisse de 15 %, mais elle représente toujours près d'un quart de la population active totale, soit l'une des plus fortes proportions de l'Union européenne. L'agriculture grecque emploie, au sens strict, environ 528 000 personnes, soit près de 13 % de la population active en 2010. Cette part de la population active dans l'agriculture reste particulièrement élevée par rapport au reste de l'union européenne. Près de 40 % des exploitants agricoles ont 55 ans ou plus.
La co-activité la plus importante pour les exploitants agricoles est l'agrotourisme. En termes de travail, l'agriculture grecque repose encore en grande partie sur l'utilisation de la main-d'œuvre familiale ou de proximité. Mais depuis les années 1990, l'agriculture grecque emploie de manière notable l'immigration albanaise.

## Politique agricole
L'agriculture grecque est fortement subventionnée par la politique agricole commune. La politique grecque en faveur de l'agriculture a été d'orienter les programmes de la PAC vers l'augmentation du niveau de vie des régions agricoles et des actifs dans l'agriculture plutôt que de favoriser une spécialisation marquée.